# Kruševo
Kruševo település Szerbiában, a Raškai körzet Novi Pazar községében.

## Népesség
- 1948-ban 762 lakosa volt.
- 1953-ban 895 lakosa volt.
- 1961-ben 905 lakosa volt.
- 1971-ben 756 lakosa volt.
- 1981-ben 701 lakosa volt.
- 1991-ben 668 lakosa volt.
- 2002-ben 486 lakosa volt, akik mind bosnyákok.